# Idam (Neuguinea)
Idam bezeichnet eine Region in Neuguinea. Die Idamregion (Idam Census District, Idam C.D.) im Yapsie Rural local-level Government des Telefomin District der Provinz Sandaun ist nur dünn besiedelt und Regenwald.

## Bevölkerung und Natur
Die Einwohner der Idamregion
sprechen Abau, eine Untergruppe der Sepik-Ramu-Sprachen (Papua-Sprache), die im oberen Sepikbecken von der Staatsgrenze bis zu den Bewani-Bergen an der Nordküste gesprochen wird. Hier in Idam und am August River im Westen wurde früher der Up-River Dialekt gesprochen, wurde inzwischen aber vom Down-River-Dialekt des mittleren Sepik verdrängt. Der Oberlauf des Flusses in den Bergen wird schon zum Kulturkreis der Mianmin (bzw. Suganga, Ok-Familie der Trans-Neuguinea-Sprachen) des inneren Hochlands gerechnet, während in den Bergen im Osten die kleine Region der Amto-Musan zu finden ist. In den Nachbarregionen des oberen May River im Osten herrschen Left-May-Sprachen vor.
In den Dörfern Idam No. 1 (Bablediam, Anaiehyom), Idam No. 2 (Seleliam) und Bisiaburu leben etwa 600 Menschen,
die Bewohner der Bergdörfer Idam 1 und 2 verteilen sich über ein Dutzend Lager.
In Idam No. 1 gab es 1980 eine Schule, in Idam No. 2 eine kleine Kirche,
die Missionsstation ist die Pfarrei St. Isidore Idam.
Es wurde aber berichtet, dass die Einwohner zunehmend Kirchen, die früher in jedem Dorf standen, aufgeben. Die Idam waren insbesondere mit den Amto aus dem benachbarten Simaiya-Tal verfeindet, bevor Stammeskämpfe von der Regierung verboten wurden.
Idam No. 1 verfügt über eine Landepiste (erbaut in den 1960ern), Idam No. 2 liegt wenig südwestlich davon, Bisiaburu ist zwei Paddelstunden von dort entfernt, weitere zwei Stunden sind es nach Iaburu am Sepik.
Die Volkskunst der Idam wird als verhältnismäßig eigenständig beschrieben, bekannt sind besonders die bemalten Großschilde, von denen sich einige Mitbringsel der Kaiserin-Augusta-Fluss-Expedition 1912/13 im Ethnologischen Museum (ehem. Museum für Völkerkunde) in Berlin befinden.